# 21472 Stimson
21472 Stimson è un asteroide della fascia principale. Scoperto nel 1998, presenta un'orbita caratterizzata da un semiasse maggiore pari a 2,3724601 UA e da un'eccentricità di 0,0693420, inclinata di 6,27313° rispetto all'eclittica.